# Islas Vírgenes de los Estados Unidos en los Juegos Olímpicos de Calgary 1988
Las Islas Vírgenes de los Estados Unidos estuvieron representadas en los Juegos Olímpicos de Calgary 1988 por seis deportistas, cuatro hombres y dos mujeres, que compitieron en tres deportes.
La portadora de la bandera en la ceremonia de apertura fue la esquiadora alpina Seba Johnson. El equipo olímpico virgenense estadounidense no obtuvo ninguna medalla en estos Juegos.